# Cytryna zwyczajna

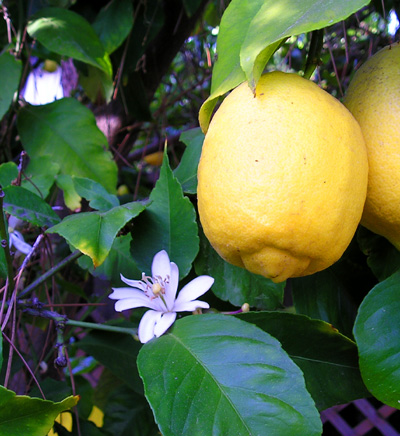
Kwiat i owoc cytryny zwyczajnej

Cytryna zwyczajna Citrus limon (L.) Burm., nazywana też cytryną właściwą lub po prostu cytryną – gatunek roślin z rodziny rutowatych (Rutaceae Juss.). Pochodzi z południowo-wschodnich Chin, lecz współcześnie nie występuje tam ani w stanie dzikim, ani nie jest tam uprawiana. Prawdopodobnie powstała w wyniku skrzyżowania limy (Citrus aurantifolia syn. C. latifolia) z cytronem (Citrus medica). Do Europy trafiła w średniowieczu (starożytni Rzymianie znali i uprawiali tylko cytrony Citrus medica).

## Morfologia
PokrójDrzewo dorastające zazwyczaj do 5 m, choć niekiedy do 10 m, u większości odmian gałęzie z kolcami.
LiścieJasnozielone, jajowatolancetowate, lśniące, na brzegach piłkowane, do 15 cm długości. Wyrastają na słabo oskrzydlonych ogonkach.
KwiatyO średnicy do 30 mm, wydzielające silną woń, osadzone pojedynczo lub parami w kątach liści, a na końcach gałązek niekiedy zebrane w małe grona. Mają białą, 5-płatkową koronę, z zewnątrz czerwono nabiegłą, 1 słupek i liczne pręciki. Kwitnie prawie nieprzerwanie. Znamię dojrzewa już w pączku, a pylniki dopiero po otworzeniu kwiatu (protogynia).
OwoceJadalne, bardzo kwaśne jagody nazywane cytrynami. Są jajowate, o wydłużonych końcówkach. Mają dość grubą, żółtą okrywę i żółtawy, soczysty miąższ.

Morfologia cytryny zwyczajnej
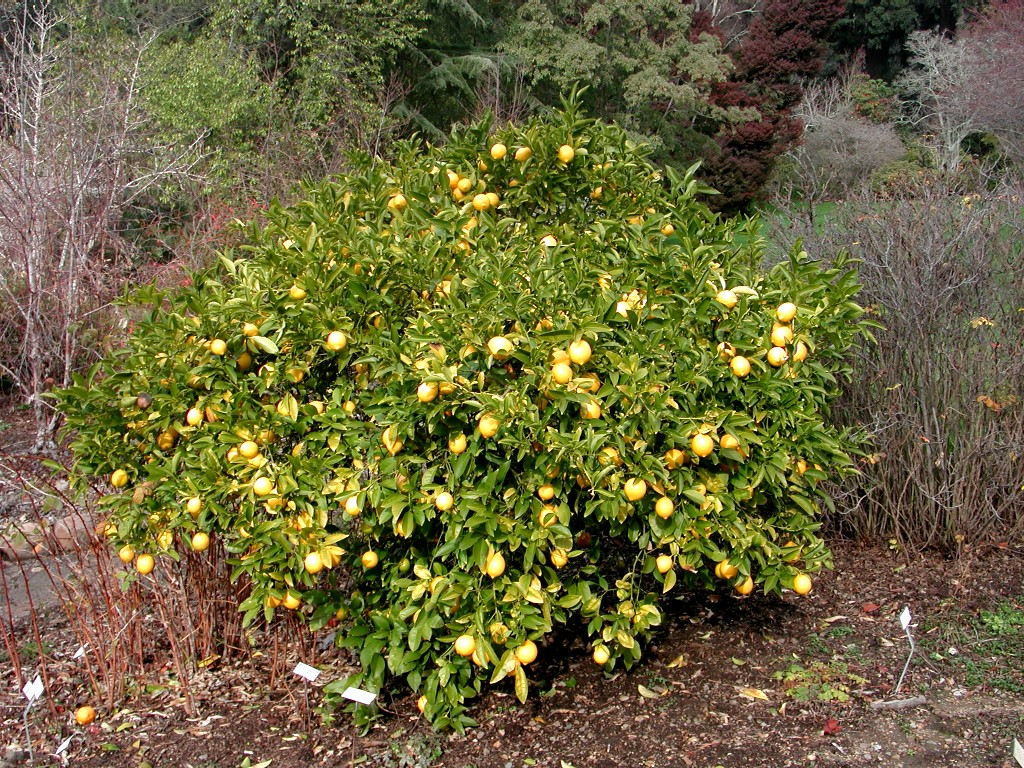
Pokrój
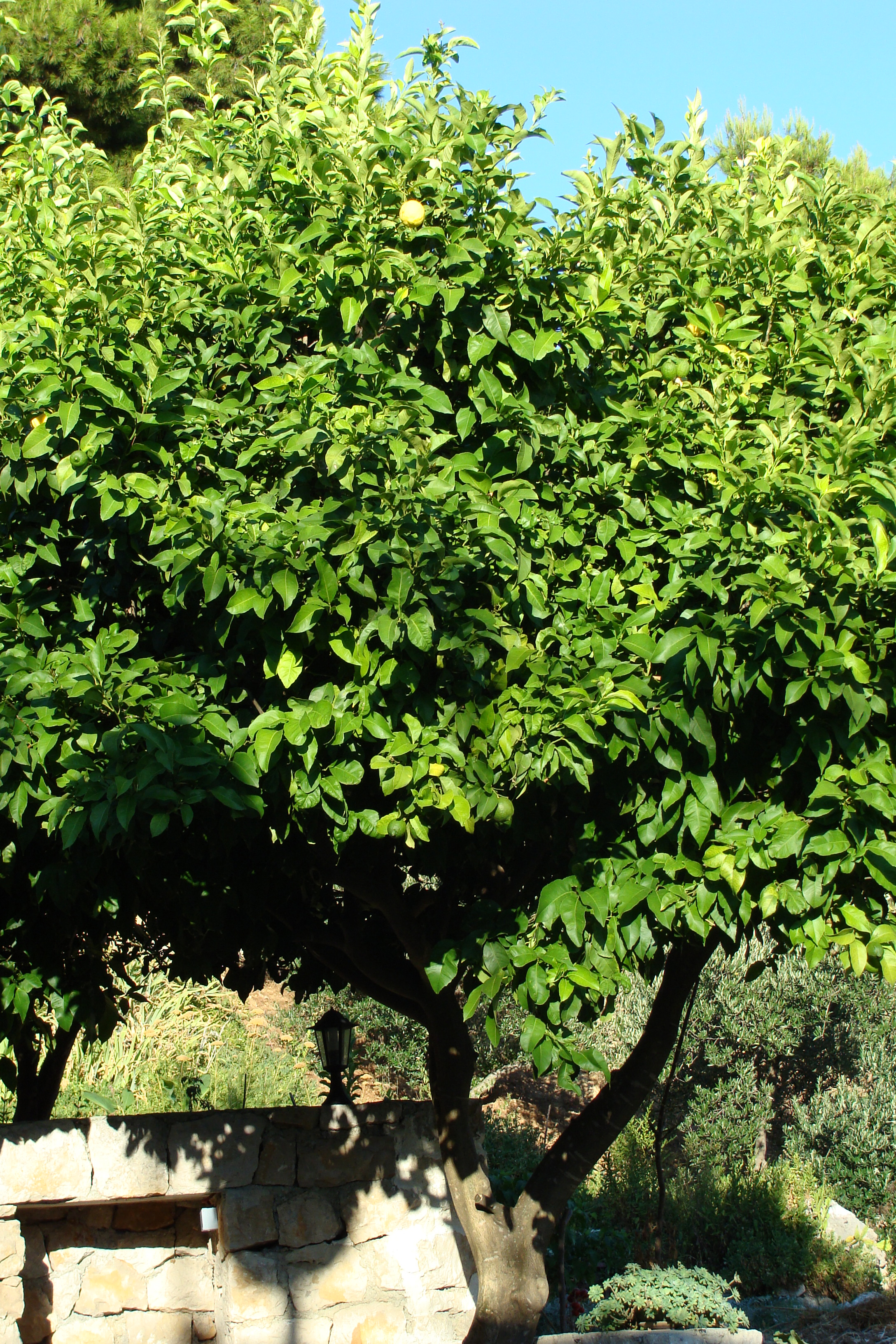
Pokrój drzewka
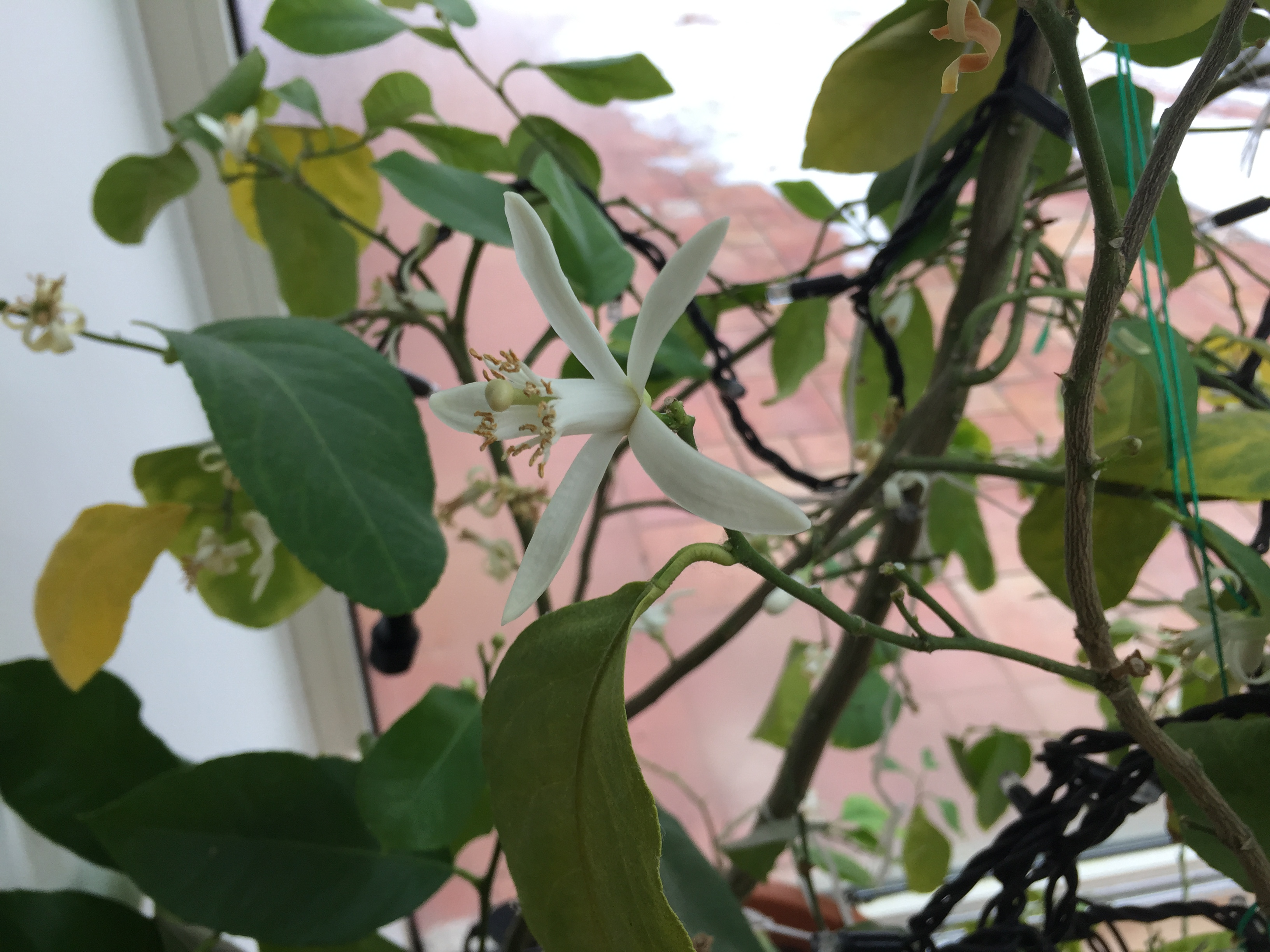
Kwiat i liście
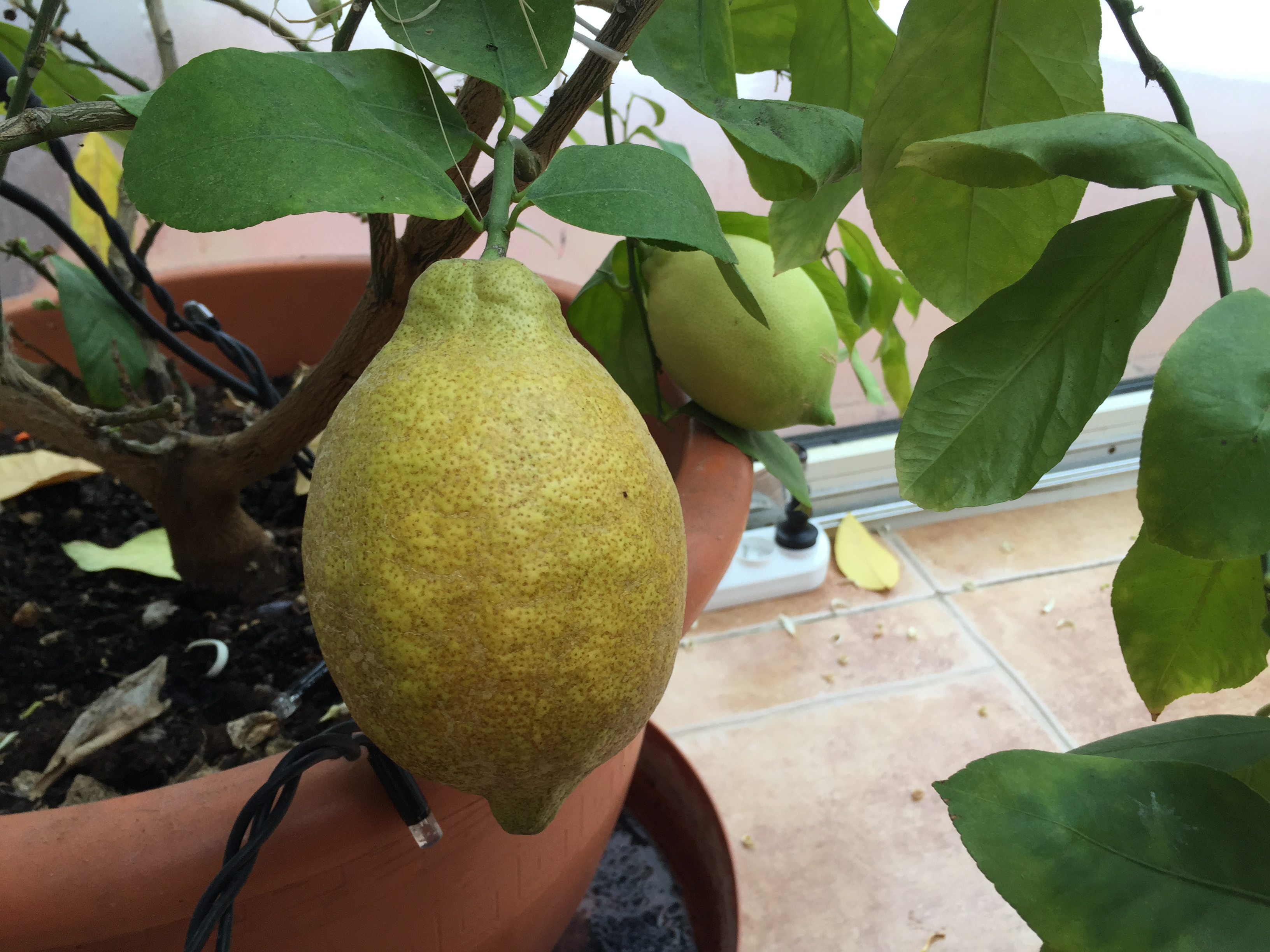
Dojrzewające owoce i liście
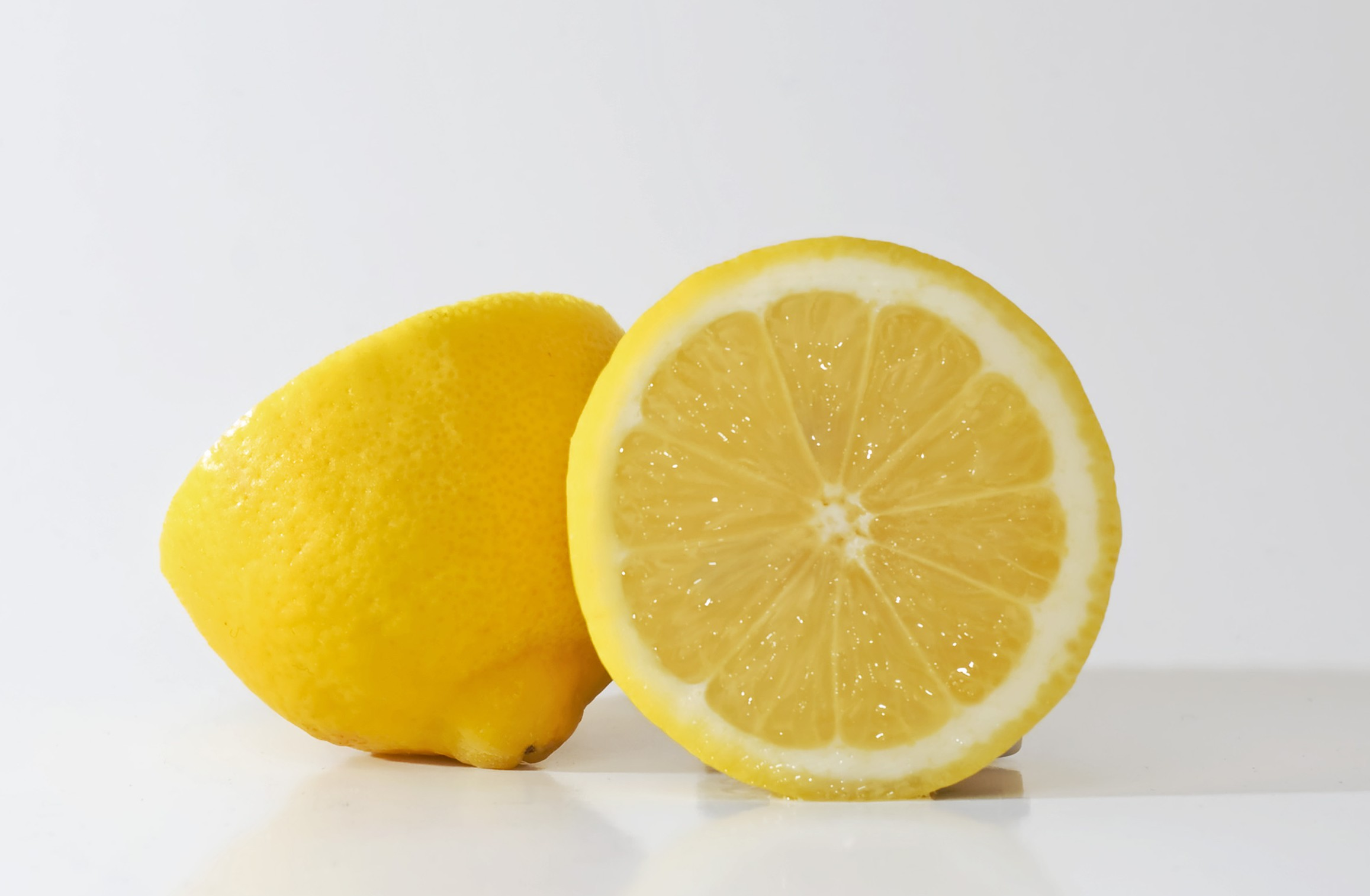
Dojrzały owoc

## Zastosowanie
- Drzewo owocowe. Jest uprawiana dla swoich owoców, które zawierają dużo witaminy C i B1 oraz kwasu cytrynowego. Aby owoce mogły znieść często długotrwały transport na duże odległości, zrywane są z drzew w stanie niedojrzałym, a następnie przed sprzedażą (lub jeszcze w trakcie transportu) poddaje się je sztucznemu dojrzewaniu za pomocą etenu. Największe plantacje znajdują się w Stanach Zjednoczonych, we Włoszech, Meksyku, Grecji i Hiszpanii. Znajduje się w rejestrze roślin uprawnych Unii Europejskiej. Zobacz też kiszone cytryny.
- W przemyśle spożywczym i farmaceutycznym owoce oraz skórki z owoców są wykorzystywane jako źródło kwasów cytrynowego oraz olejku eterycznego,
- Roślina ozdobna. Jest uprawiana w ogrodach i parkach w krajach o ciepłym klimacie. Na obszarach o klimacie umiarkowanym uprawia się ją w szklarniach i palmiarniach, a także w mieszkaniach, jako roślinę pokojową.

## Uprawa
Historia uprawyZ południowo-wschodniej Azji sprowadzono cytrynę do Mezopotamii prawdopodobnie ok. V w. n.e., skąd Arabowie ok. X w. przenieśli uprawę do Palestyny i Egiptu. Na Bliskim Wschodzie zetknęli się z tym gatunkiem Europejczycy podczas wypraw krzyżowych. Cytryny zostały następnie rozpowszechnione i zaczęły być uprawiane niemal w całym obszarze śródziemnomorskim. Krzysztof Kolumb prawdopodobnie już podczas pierwszych wypraw do Ameryki wprowadził tam cytryny do uprawy. Na Antylach uprawiane były w każdym razie w 1557 roku. W 1587 Kuba pokryta była gajami cytrynowymi.
WymaganiaJest najbardziej wśród wszystkich gatunków rodzaju cytrus wytrzymała na niskie temperatury, szczególnie jeśli została zaszczepiona na podkładce poncyrii trójlistkowej. Może być uprawiana w strefie 9-11. Przy uprawie doniczkowej w mieszkaniu należy jej wybrać miejsce słoneczne, jeśli przez lato będzie wyniesiona na zewnątrz domu, miejsce może być również półcieniste. Rozmnażać można z nasion z kupionych w sklepie cytryn. Wyhodowana z nasion roślina nie zachowuje cech osobnika matecznego, jednak dla celów ozdobnych może być w ten sposób uprawiana. Wymaga dobrze przepuszczalnej i lekkiej gleby, równomiernego i obfitego podlewania oraz umiarkowanego nawożenia. Bywa atakowana przez tarczniki, wełnowce i przędziorki. Długotrwałe podlewanie wodą o dużej zawartości wapnia może powodować objawy braku żelaza (jasne liście z ciemnymi żyłkami).